# Lac Maria-Chapdelaine
Pour les articles homonymes, voir Maria Chapdelaine.
Le lac Maria-Chapdelaine est un plan d'eau douce du bassin versant de la rivière Betsiamites (via le réservoir Pipmuacan), coulant dans le territoire non organisé de Mont-Valin, dans la municipalité régionale de comté Le Fjord-du-Saguenay, dans la région administrative de la Saguenay-Lac-Saint-Jean, dans la province de Québec, au Canada.
Ce plan d’eau comporte deux émissaires : la rivière La Maria (côté Ouest), jadis désigné rivière des Sarcelles, et la décharge du Nord-Est menant vers l’Est au lac Itomamo. La foresterie constitue la principale activité économique du secteur. Les activités récréotouristiques arrivent en second. Ce lac est situé à une distance de 5,6 km de la limite Nord-Est de la zec Onatchiway.
La route forestière R0253 qui remonte la vallée de la rivière Shipshaw jusqu’au lac Pamouscachiou, puis contourne le lac Rouvray et redescend vers le Sud en passant à l’ouest du lac Maria-Chapdelaine. Plusieurs autres routes forestières desservent le secteur. Ces routes sont particulièrement utiles pour les besoins de la foresterie et des activités récréotouristiques,,.
La surface du lac Maria-Chapdelaine est habituellement gelée de la fin novembre au début avril, toutefois la circulation sécuritaire sur la glace se fait généralement de la mi-décembre à la fin mars.

## Géographie
Les principaux bassins versants voisins du lac Maria-Chapdelaine sont :
- Côté Nord : Réservoir Pipmuacan, rivière La Sorbie, rivière aux Sables, rivière Betsiamites ;
- Côté Est : Rivière aux Sables, lac Itomamo, rivière Tagi, lac Portneuf ;
- Côté Sud : Rivière François-Paradis, rivière aux Castors, rivière aux Sables ;
- Côté Ouest : Rivière Jérémy, rivière La Maria, rivière Vénus, rivière du Portage, rivière Shipshaw[1].

Le lac Maria-Chapdelaine est situé entièrement en milieu forestier dans le territoire non organisé de Mont-Valin. Le lac Maria-Chapdelaine comporte une longueur de 7,1 km en forme de croissant, une largeur maximale de 2,0 km et une altitude de 717 m.
Ce plan d’eau comporte une baie s’étirant sur 2,4 km vers le Sud-Est, laquelle reçoit la décharge d’un ensemble de lacs dont le lac Vanel (venant du Sud), et la décharge de la rivière François-Paradis (venant du Sud-Ouest). Ce lac comporte de hautes falaises du côté Est dont un sommet de cette montagne qui atteint 609 m à 1,7 km à l’Est du lac. Ce lac comporte une île de 1,2 km dans la partie Nord-Est.
L’embouchure du lac Maria-Chapdelaine est localisée au fond d’une baie de la partie Nord-Est du lac, soit à :
- 7,3 km à l’Est du lac Itomamo ;
- 24,7 km au Sud de l’embouchure de la rivière aux Sables ;
- 14,1 km à l’Ouest du lac Rouvray ;
- 61,6 km au Sud-Ouest du barrage de la centrale Bersimis-1 sur la rivière Betsiamites ;
- 142,3 km au Sud-Ouest de l’embouchure de la rivière Betsiamites ;
- 121,5 km à l’Ouest du centre-ville de Forestville[4],[1].

À partir de l’embouchure du Nord-Est du lac Maria-Chapdelaine, le courant descend vers :
- émissaire du Nord-Est : le Sud-Est sur 7,5 km, puis vers le Nord-Est sur 5,9 km jusqu’à la rive Ouest du lac Itomamo que le courant traverse sur 4,1 km vers le Nord-Est, soit jusqu’à son embouchure où le courant emprunte la rivière aux Sables sur km jusqu’à la rive Sud du réservoir Pipmuacan ;
- émissaire sur la rive Ouest : vers le Nord-Ouest, en suivant le cours de la rivière La Maria, traverse le lac Rond, descend la rivière La Sorbie (jadis désignée « rivière de la Bécasse »), traverse le lac La Sorbière et descend la rivière aux Chutes jusqu’à la rive Sud du réservoir Pipmuacan[1].

## Toponymie
Les Amérindiens désignaient le lac Marie-Chapdelaine sous l'appellation "Ouchkouikawashickolets", dont l’origine reste inconnue. Auparavant, ce plan d’eau était désigné lac du Dépôt et lac de l'Écorce en l'Air.
Sa dénomination actuelle, attribuée en 1927 par la Commission de géographie du Québec en substitution du nom « Lac Vert », reprenait le titre du roman posthume et déjà célèbre de Louis Hémon (1880-1913), traduit en plus de vingt langues et vendu à près de deux millions d'exemplaires depuis sa première parution dans le journal français Le Temps en 1914. La trame de l'histoire se déroule à Péribonka au Lac-Saint-Jean, nouvelle colonie au début du XXe siècle, où les pionniers «faisaient de la terre neuve», gagnant ainsi sur la forêt.
Le personnage central, Maria Chapdelaine, fille de colons, est courtisée par trois prétendants qui représentent chacun un monde distinct : le coureur de bois, François Paradis, qui veut explorer l'arrière-pays sauvage, l'émigré prospère établi aux États-Unis et, enfin, le défricheur, voisin et ami de la famille. La mort de la mère amène Maria à choisir son destin après avoir entendu des voix qui l'appellent à l'enracinement et au maintien des valeurs de la terre et de la civilisation ancestrale française.
Sujet de films, dont l'un a été tourné dès 1936 par Julien Duvivier et l'autre par Gilles Carles en 1983, cette œuvre, illustrée notamment par Clarence Gagnon et Suzor-Coté, a connu un destin plus que littéraire. Elle a donné lieu à des débats religieux et politiques tant au Québec qu'en France, à des mouvements tels que l'Association des amis de Maria Chapdelaine et à une récupération touristique. Localement, les réactions ont d'abord été très négatives puis, par la suite, ce fut l'inverse : on a même cherché à identifier la personne qui a inspiré l'auteur. Encore récemment, le dévoilement d'une sculpture devant le musée Louis-Hémon, à Péribonka, en partie consacré à cet écrivain et à son œuvre, a causé toute une polémique, contribuant ainsi à entretenir le débat autour du «phénomène Maria Chapdelaine». L'auteur du roman est Louis Hémon (Brest, France, 1880 - Chapleau, Canada, 1913). Après avoir résidé à Londres, il prend le bateau pour Québec, nous sommes en 1911. Durant la traversée, il fait la connaissance d'un prêtre eudiste, Jean-Marie Leventoux. Celui-ci le renseigne sur la Côte-Nord, le Saguenay et le Lac-Saint-Jean. Dès le mois de juin 1912, il prend la direction de La Tuque, puis de Roberval (Québec), pour finalement travailler comme engagé chez Samuel Bédard, à Péribonka où il puisera l'inspiration pour écrire le roman sur Maria Chapdelaine.
Le toponyme a été officialisé le 5 décembre 1968.